# خولیو داچ
خولیو داچ (کرواتی: Julije Dajč؛ ۲۹ سپتامبر ۱۸۵۹ – ۹ ژوئن ۱۹۲۲) معمار اهل کرواسی بود.